# Étampes
Étampes  [etɑ̃p] je město v jihozápadní části metropolitní oblasti Paříže ve Francii v departmentu Essonne a regionu Île-de-France. Má 22 000 obyvatel. Od centra Paříže je vzdálené 48,1 km.

## Památky
- věž Guinette
- dům Anne de Pisseleu
- dům Saint-Yon

### Kostely
- kostel Saint- Martin
- kostel Notre-Dame
- kostel Notre Dame de la Trinité
- kostel Saint-Basile
- kostel Saint-Gilles
- kostel Saint Jean-Baptiste de Guinette

## Muzea
- Muzeum města Étampes - založeno roku 1874, umístěno v objektu radnice

## Vývoj počtu obyvatel
Počet obyvatel

## Osobnosti města
- Theobald z Étampes (před 1080 – po 1120) – teolog, odpůrce kněžského celibátu, učitel v Oxfordu před vznikem univerzity
- Diana de Poitiers (1499 – 1566), vévodkyně z Valentinois a z Étampes, milenka francouzského krále Jindřicha II.
- Étienne Geoffroy Saint-Hilaire (1772 - 1844), přírodovědec, zakladatel ZOO v Paříži
- Louise Abbéma (1858 - 1927), malířka období Belle Époque

## Partnerské město
Borna, Německo